# مونيك ألكساندر
مونيك ألكساندر (بالإنجليزية: Monique Alexander)‏ ولدت في 26 مايو 1982، هي ممثلة إباحية أمريكية وعارضة متعرية، اكتسبت شهرة كبيرة بعدما فازت بجائزة الشهرة المهداة من آي في إن عام 2017.

## المسيرة المهنية

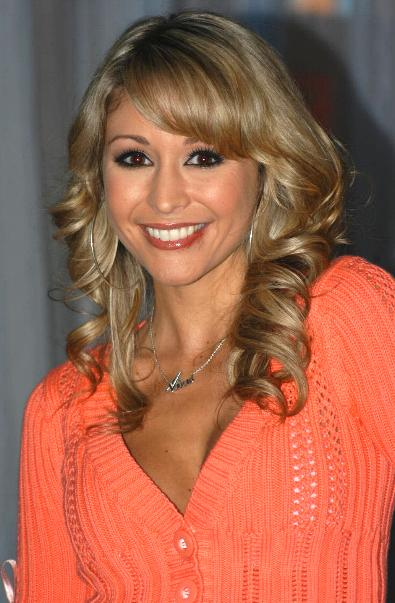
ألكسندر مونيك في معرض آي في إن للترفيه للكبار عام 2007

بدأت مونيك ألكسندر العمل في مجال صناعة الجنس كراقصة تعري في سكرامنتو بكاليفورنيا ولم يكن عمرها آنذاك يتجاوز الثامنة عشر إلا أنها حققت أرباحا مهمة ومبالغ مالية طائلة. ظهرت في عدة مجلات إباحية فأثارت انتباه النجم الإباحي الآخر والمخرج في نفس الوقت إيرل ميلر الذي عرض عليها العمل مع فريقه.
بدأت العمل في مجال التمثيل في الأفلام الإباحية في عام 2001 حيث صورت مشهدا ساخنا لها مع ممثلة إباحية أخرى وقد حمل المشهد عنوان فتاة-فتاة فجلب لها الشهرة ثم وقعت عقدا مع شركة سين سيتي في نفس العام. بالإضافة إلى مشهد فتاة-فتاة فقد ظهرت في العديد من الأفلام الشهوانية والمثيرة التي تنتجها شركة إتش بي أو وسينماكس مثل فندق الشبقية، سبا الجنس، الجنس في المنزل، والمتلصص: من الداخل إلى الخارج.
أصبحت ألكسندر نجمة إباحية شهيرة في الفترة ما بين 2004 و2009. على الرغم من أن ظهورها البارز كان في مشهد فتاة-فتاة فقط؛ فبدأت تُصور مشاهد أخرى في 2005 ويتم بيعها على أسطونات دي في دي. زادت شهرتها عندما عملت لصالح المخرج روكو سيفريدي في فيلم ليكسي ومونيك تحبان روكو. بفضل قيامها بعملية جراحية لتكبير الثدي في كانون الأول/ديسمبر 2010 أصبح الإقبال عليها كثيرا والكل يطلبها ففازت بجائزة آي في إن عام 2002 خلال حفل أُقيم في مدينة لاس فيغاس.

### التيار الجديد
ظهرت ألكسندر ظهرت في فيلم بعنوان لعنكبوت الويب رفقة كل من ستيفن بالدوين وكاري فوهرر في عام 2002.
ظهرت مونيك وهي مرتدية للحجاب في الموسم الثالث من مسلسل أنتوراج التابع لشركة إتش بي أو. وفي عام 2007 أصبحت مراسل رياضية.
دُعيت إلى فوكس نيوز حيث صورت هناك حلقة لصالح برنامج العين الحمراء دابليو/ جريج جوتفيلد وناقشت فيها موضوع الدعارة وكيف تُقبل الشابات عليها كما ناقشت أهمية ممارسة الجنس الآمن والدور الكبير الذي يلعبه في وقاية الممثلات الإباحيات من الإصابة بأمراض فتاكة وقد لقيت الحلقة نجاحا كبيرا حيث أقبل عليها وشاهدها الملايين من المتابعين. في 15 فبراير/شباط 2008، شاركت رفقة رون جيريمي في نقاش مهم في جامعة ييل حول موضوع الإباحة وقد شارك في النقاش أيضا معارضين لهذا الموضوع مثل كريغ كوس (مؤسس كنيسة إكس إكس إكس) ودوني بولينغ المنتج السابق للأفلام الإباحية والتي أصبح يُعارضها وقد تم بث المناظرة على هيئة الإذاعة الأمريكية.
ظهرت عام 2009 في فيلم الحركة كرانك: هايت فولتاج رفقة الممثل جيسون ستاثام.
في عام 2017، تأقلت ألكسندر في الخدمة العامة حيث قاضت حملة لتشجيع أولياء الأمور على مناقشة الصحة والتربية الجنسية مع أطفالهم، مشيرا إلى أن الأطفال من المحتمل وجودهم في بعض المواد الإباحية في حالة ما لم يتم مثل هكذا حوارات.

## الحياة الشخصية
تصف مونيك نفسها بأنها ازدواجية الميول الجنسية وليس لها مانع في ممارسة الجنس مع أي كان. وكانت قد ذكرت في حديث آخر أن أصولها مختلطة فنسبها ألماني، برتغالي، روسي وحتى بنمي.

## الجوائز

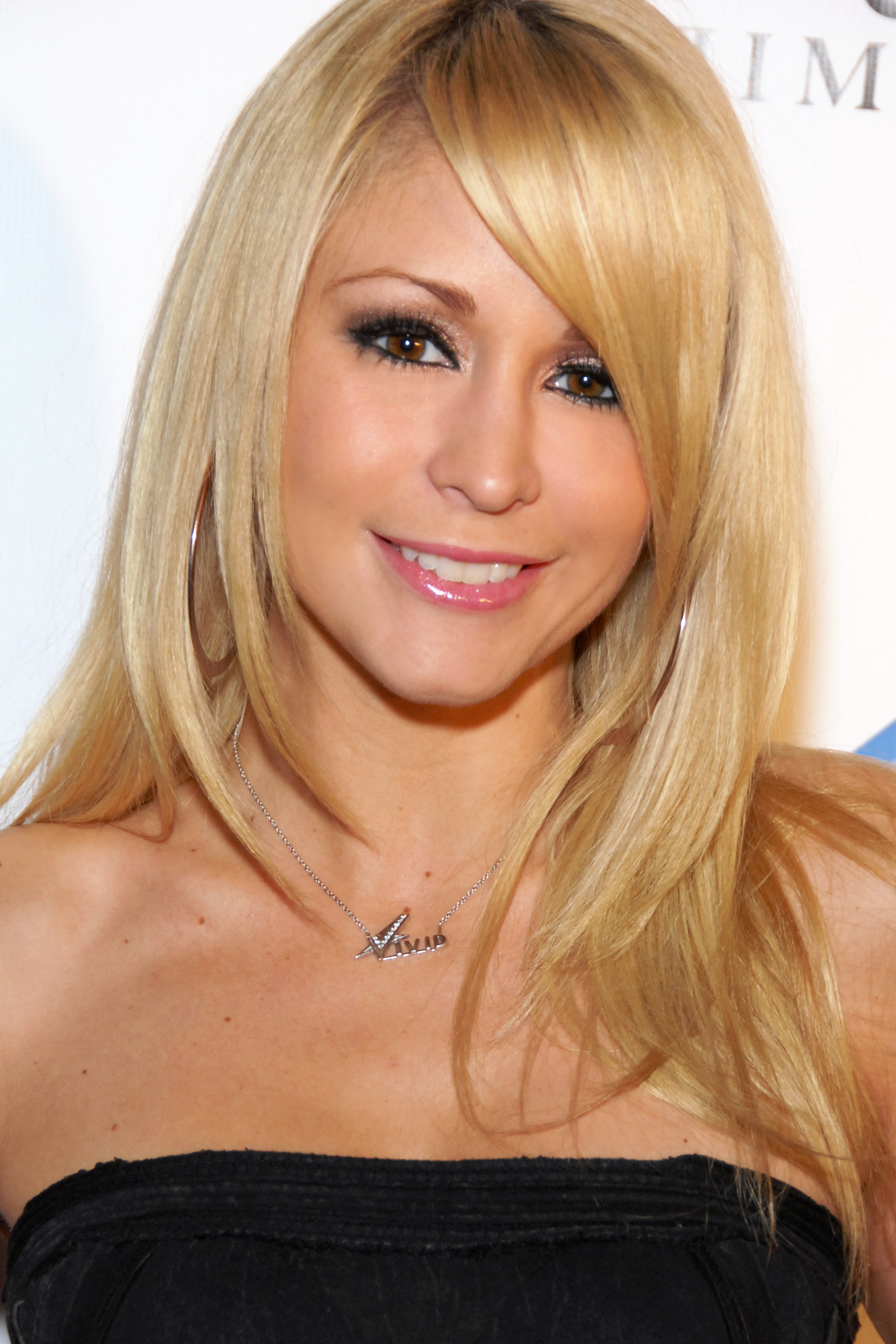
ألكسندر في حفل الذكرى السنوية الـخامسة والعشرين لبداية هوليوود (تم التقاط الصورة في آذار/مارس 2009)

| العام | الجائزة        | الفئة                         | الفيلم           | النتيجة |
| ----- | -------------- | ----------------------------- | ---------------- | ------- |
| 2008  | جائزة آي في إن | أفضل فتاة في مشهد جنس         | الجنس والكمان    | فوز     |
| 2008  | جائزة آي في إن | أفضل مشهد جماعي لممارسة جنسية | ديبي تعاشر دالاس | فوز     |
| 2009  | جائزة آي في إن | أفضل مشهد زوجين جنسي          | صرخة الذئب       | فوز     |
| 2011  | جائزة آي في إن | أفضل فتاة في مشهد ثنائي جنسي  | مواء!            | فوز     |
| 2017  | جائزة آي في إن | أشهر نجمة إباحية في آي في إن  | —                | فوز     |

## وصلات خارجية
مونيك ألكساندر على موقع IMDb (الإنجليزية)
- مونيك ألكساندر على موقع ألو سيني (الفرنسية)
- مونيك ألكساندر على موقع قاعدة بيانات الفيلم (الإنجليزية)
- مونيك ألكساندر على موقع ليتربوكسد (الإنجليزية)
- مونيك ألكساندر على موقع كينوبويسك (الروسية)